# Беги, Луизелла
Луизелла Бе́ги (итал. Luisella Beghi; Парма, 22 ноября 1921 — Рим, 9 сентября 2006) — итальянская актриса.

## Биография и карьера

### Ранние годы

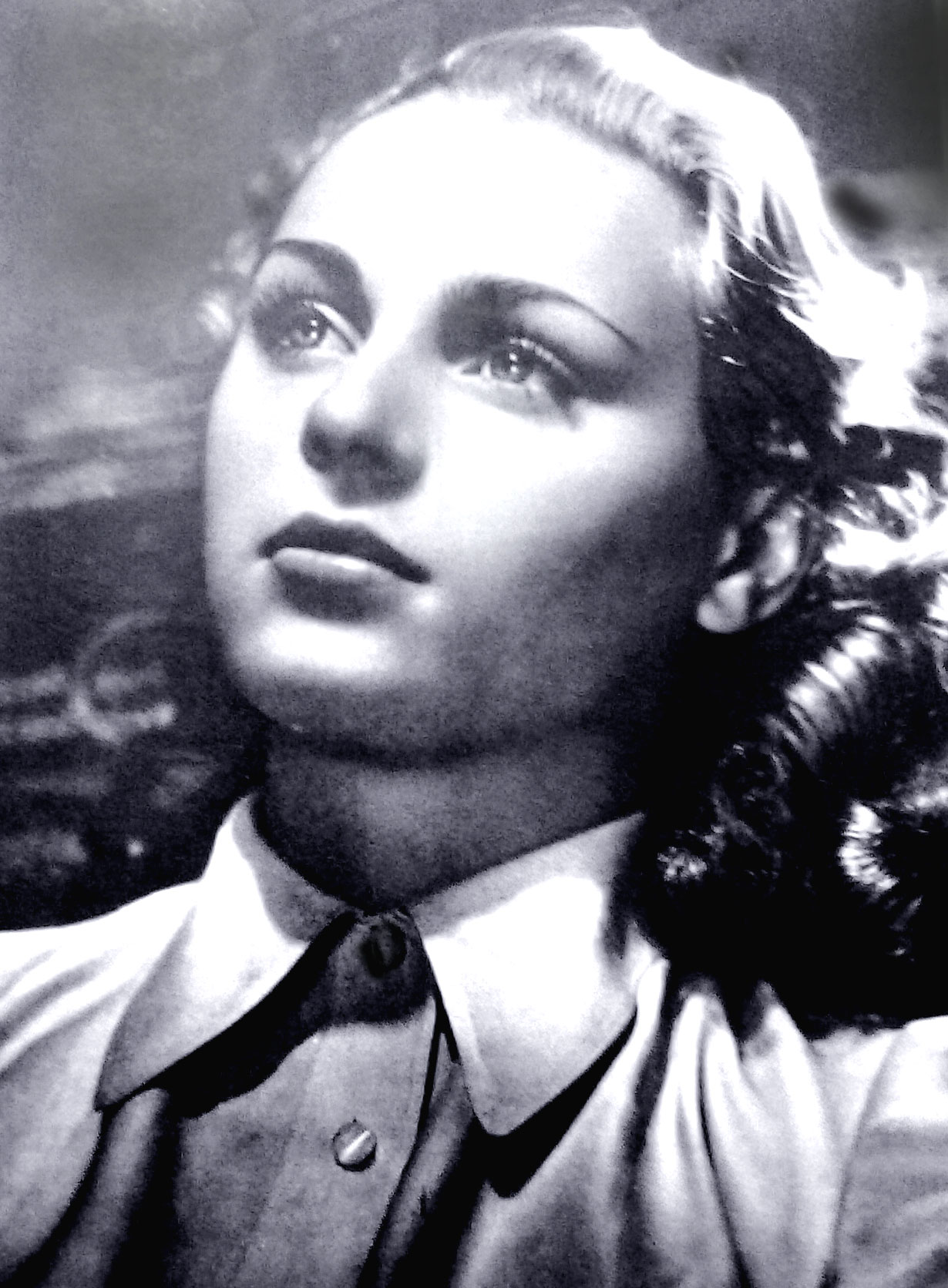
Луизелла Беги на сцене в 1941 году

Она родилась в Парме в скромной семье (её отец был водителем, а мать была домохозяйкой), она начала посещать частную школу, но накануне 15летия, в 1935 году, она переехала в Рим, став одним из первых учеников Экспериментального Кинематографического Центра, где её тепло встретил режиссер Кьярини. Несмотря на её робкий характер, он почти сразу обнаружил в актрисе родные и спонтанные таланты. Став дипломированным специалистом в области актерского мастерства в 1938 году, в возрасте 17 лет, она дебютировала в фильме Две Матери, режиссера Амлетто Палерми, сыграв крошечную роль телефонного оператора. После первого опыта, ей достаются другие скромные роли второго плана, в том числе (1939) в фильме Джузеппе Верди, режиссера Галлоне (где она играет помощницу) и в Маленьком отеле, режиссера Баллерини. Продюсеры настаивают на том, чтобы представлять её в роли робкой, покорной и доброй, что вызовет сравнение с ирландской актрисой Морин О’Салливан; на съемочной площадке фильма Биение сердца её замечает режиссер Камерини.

### Профессиональная карьера
Профессиональная встреча с Камерини является поворотным моментом в её карьере. Фактически, в 1940 году он выбрал её для работы с «дивой», его женой, Ассией Норис, в «Универсальных магазинах», где она исполнила роль Эмилии, робкой продавщицы и верного друга героини, которая навсегда связала её с ролью молодой и наивной девушки, что привело к успеху фильма в Венеции.
Фильм Камерини представляет собой, своего рода, «благословение», благодаря которому она приобрела популярность и, в период между 1940 и 1943 годами, наиболее значимые роли, где «её ценят за приверженность героям и соответствующее актерское мастерство», всегда связаны с ролью мягкой и нежной девушкой. Это и Костанца Вебер, жена Моцарта в фильме Вечные мелодии, режиссера Галлоне, и застенчивая дочь аморального отца в Турбаменто, режиссера Бриньоне. Когда в 1940 году она сыграла роль пассажира демонического корабля в Архидьяволе, режиссера Френгуэлли, Corriera della Sera отметила, что благодаря её актёрской игре фильм получил высокую оценку.
1942 году Кьярини снова сосредоточился на ней, на этот раз как на известной актрисе, когда Центр экспериментальной кинематографии переехал в Квадраро, около Чинечитта, где он выпускает свой первый фильм в новой студии. Беги называют главной героиней фильма Улицы пяти Лун, при участие других представителей Центра, Умберто Барбаро и Франческо Пасинетти. Фильм был снят по рассказу Серао, и считается «самым ярким моментом в её карьере, с потрясающе размеренной и зрелой актерской игрой». Её признанная роль Инес, «мечтательной невесты, жертвы мачехи», которая соблазняет её жениха (коллегу по курсу в экспериментальном центре, Андреа Чекки) и доводит её до самоубийства, подтверждает яркую карьеру.
Для Беги, как и для многих других артистов, распад Италии, из-за превратностей войны, представлял собой непреодолимую цезуру на ее художественном пути. Новое итальянское послевоенное кино не было щедрым на роли наивной девушки, по этой причине, у нее будет мало ролей.Также, в 1949 году некоторые из её ролей, в театральных постановках, остаются незамеченными. Следует отметить, что в этот период была только одна главная роль в успешном фильме «Неннелла», 1949 года. Последняя роль Луизеллы была в фильме Красавица-римлянка, в 1955 году, после чего, она решает покинуть мир шоу-бизнеса, чтобы посвятить себя семье и детям.

## Фильмография
- Две матери, режиссер Амлето Палерми (1938)
- Джузеппе Верди, режиссер Галлоне (1938)
- Я хочу жить с Летицией, режиссер Камилло Мастрочинкве (1938)
- Маленький отель, режиссер Пьеро Баллерини (1939)
- Биение сердца, режиссер Марио Камерини (1939)
- Универсальные магазины, режиссер Марио Камерини (1939)
- Скандал для добра, режиссер Эзодо Прателли (1940)
- Архидьявол , режиссер Тони Френгуэлли (1940)
- Море, режиссер Марио Баффико (1940)
- Вечные мелодии, режиссер Галлоне (1940)
- Алые розы, режиссер Джузеппе Амато и Витторио Де Сика (1940)
- Корзина отца Мартина, режиссер Марио Боннар (1940)
- Мечта каждого, режиссер Оресте Бьянколи (1940)
- Потерянная женщина, режиссер Доменико Гамбино (1940)
- Раскрашенный горизонт, режиссер Гвидо Сальвини (1941)
- Хиромант, режиссер Оресте Бьянколи (1941)
- Сомнамбула, режиссер Пьеро Баллерини (1942)
- Турбаменто, режиссер Гвидо Бриньоне (1942)
- Улицы пяти Лун, режиссер Луиджи Кьярини (1942)
- Танец Огня, режиссер Джорджио Симонелли (1943)
- Главный приз, режиссер Джузеппе Д. Муссо (1943)
- В тени славы, режиссер Пино Мерканти (1943)
- Жена в наказание, режиссер Лео Менарди (1943)
- Тридцать лет службы, режиссер Марио Баффико (1945)
- Последняя мечта, режиссер Марчелло Альбани (1946)
- Тревога, режиссер Витторио Карпиньяно (1946)
- Сиротка из звезд, режиссер Гвидо Дзаннини (1947)
- Неннелла, режиссер Ренато Мэй (1949)
- Ангел в толпе, режиссер Леонардо де Митри (1950)